# Markt 10 (Wörlitz)

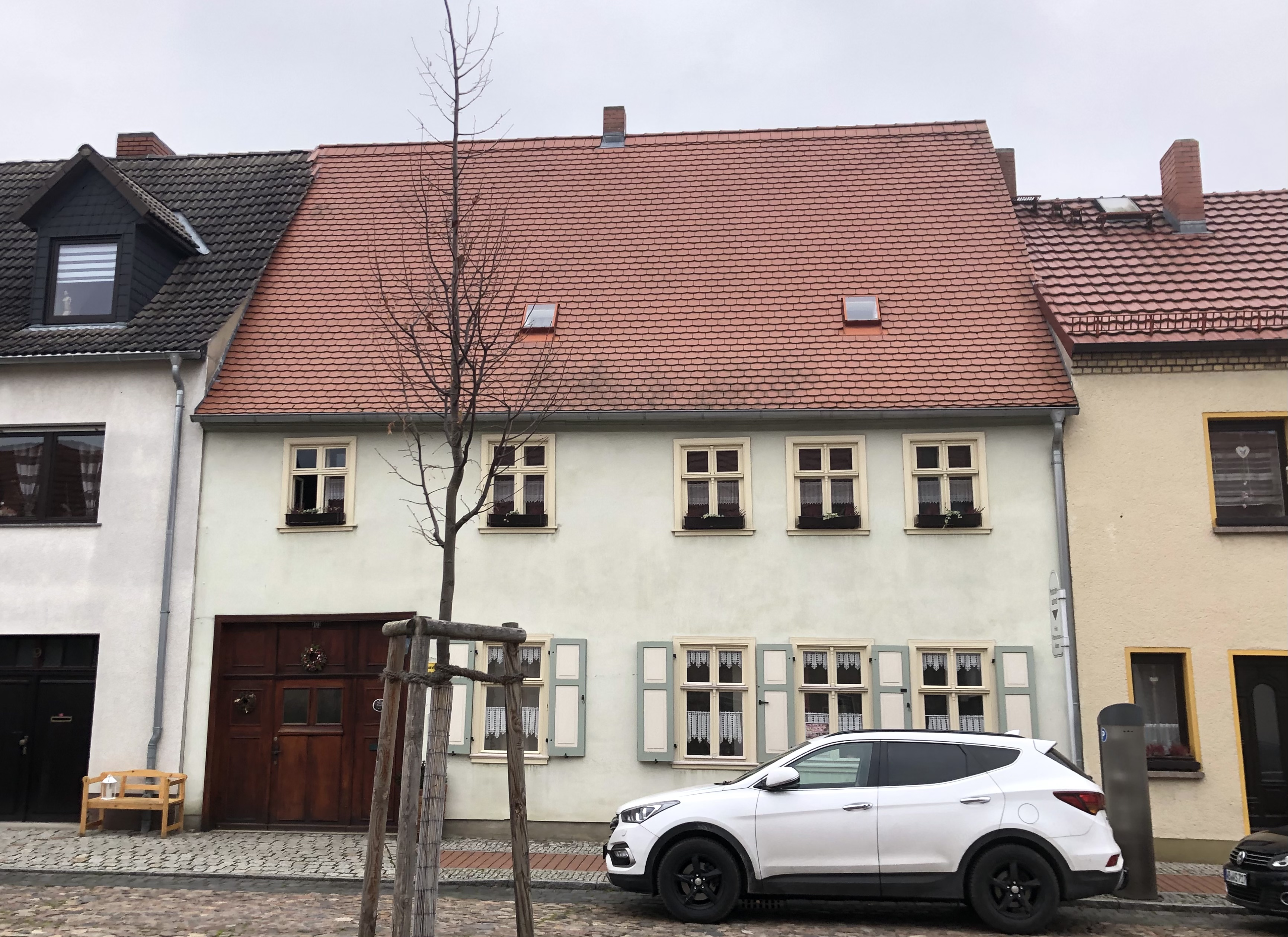
Haus Markt 10 im Jahr 2021

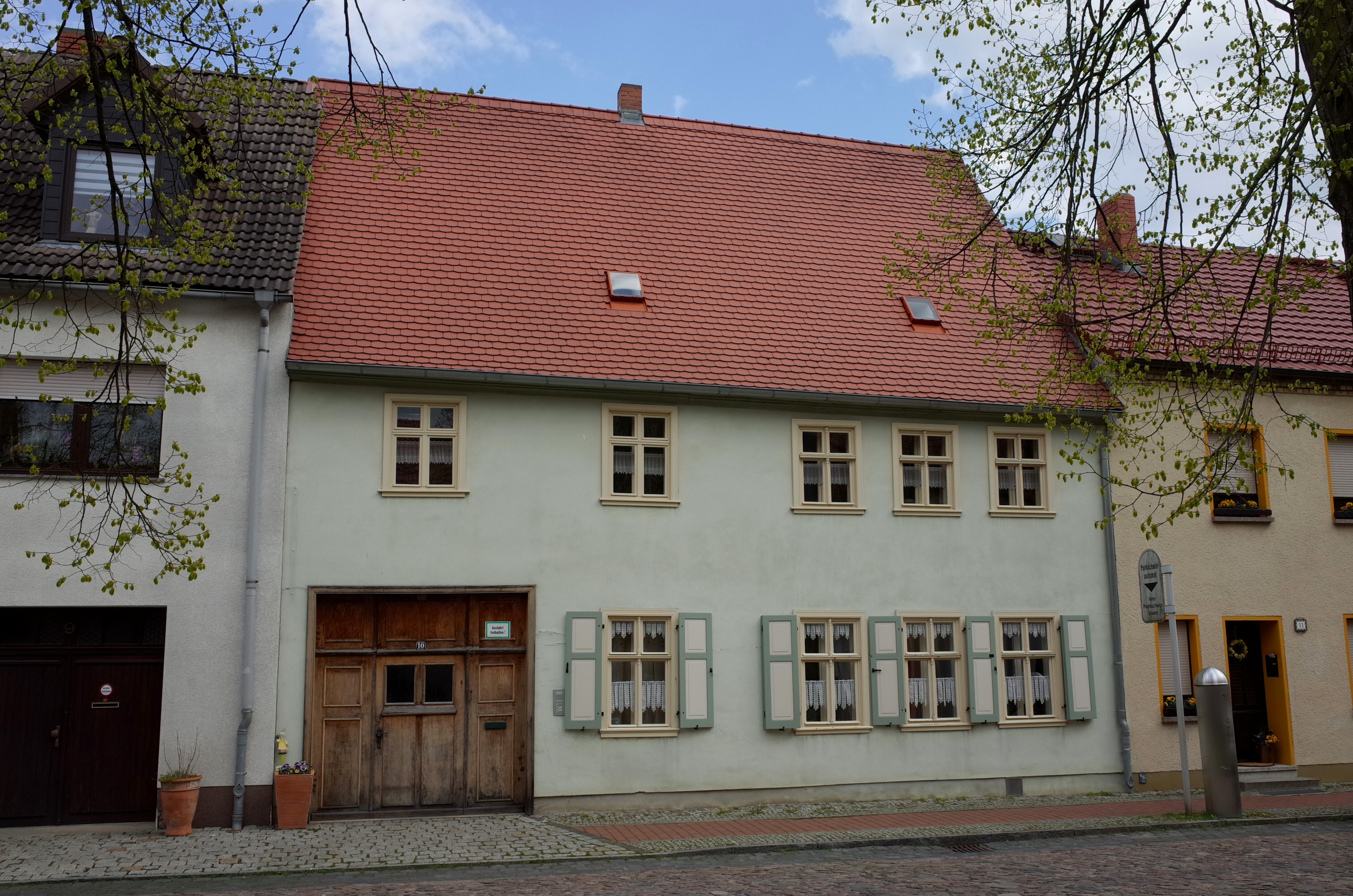
2016

Das Gebäude Markt 10 ist ein denkmalgeschütztes Handwerkerhaus in Wörlitz in Sachsen-Anhalt.

## Lage
Das Haus befindet sich etwa mittig auf der Ostseite des Wörlitzer Marktes. Gegenüber dem Haus steht das Kriegerdenkmal Wörlitz. 

## Architektur und Geschichte
Das zweigeschossige verputzte Fachwerkhaus entstand in der Zeit um das Jahr 1800. Seit der zweiten Hälfte des 19. Jahrhunderts diente das Anwesen als Arbeits- und Wohnort eines Schmieds. Bedeckt ist der Bau von einem hohen Satteldach. Die Fenster des Gebäudes sind zum Teil historisch (Stand 1997). Links im Haus befindet sich eine Hausdurchfahrt, durch die die eigentliche, auf dem Hof befindliche Schmiede erreicht werden konnte. 
Im örtlichen Denkmalverzeichnis ist das Anwesen als Ackerbürgerhaus und Schmiede unter der Erfassungsnummer 094 40474 als Baudenkmal eingetragen.